# Aydın Büyükşehir Belediye Spor Kulübü 2019-2020
Questa voce raccoglie le informazioni riguardanti l'Aydın Büyükşehir Belediye Spor Kulübü nelle competizioni ufficiali della stagione 2019-2020.

## Organigramma societario
Area direttiva
- Presidente: Polat Bora Mersin

Area tecnica
- Allenatore: Alper Hamurcu
- Allenatore in seconda: Canberk Tekmen
- Assistente allenatore: Talip Altay
- Scoutman: Emirhan Özkan

## Rosa
| N° | Nome              | Ruolo | Data di nascita   | Nazionalità sportiva |
| -- | ----------------- | ----- | ----------------- | -------------------- |
| 1  | Berra Eren        | C     | 20 settembre 2001 | Turchia              |
| 2  | Erçe Kasapoğlu    | L     | 6 giugno 1996     | Turchia              |
| 3  | İrem Malatyalı    | S     | 30 agosto 2002    | Turchia              |
| 4  | Celeste Plak      | S     | 26 ottobre 1995   | Paesi Bassi          |
| 6  | Maret Grothues    | S     | 16 settembre 1988 | Paesi Bassi          |
| 7  | Selin Uygur       | C     | 18 agosto 1992    | Turchia              |
| 8  | Semra Özer        | O     | 19 gennaio 1994   | Turchia              |
| 9  | Cansu Ayyıldız    | S     | 21 aprile 2000    | Turchia              |
| 10 | Ecem Alıcı        | S     | 1º gennaio 1994   | Turchia              |
| 11 | Ezgi Dilik        | P     | 12 giugno 1995    | Turchia              |
| 11 | Saša Planinšec    | C     | 2 giugno 1995     | Slovenia             |
| 12 | Bihter Dumanoğlu  | L     | 3 febbraio 1995   | Turchia              |
| 13 | Meryem Boz        | O     | 3 febbraio 1988   | Turchia              |
| 15 | Dominika Sobolska | C     | 3 dicembre 1991   | Belgio               |
| 15 | Arelya Karasoy    | P     | 14 dicembre 1996  | Turchia              |
| 10 | Ece Hocaoğlu      | S     | 5 marzo 1994      | Turchia              |
| 18 | Duygu Düzceler    | P     | 6 aprile 1990     | Turchia              |
| 19 | Hande Korkut      | C     | 28 ottobre 1990   | Turchia              |

## Statistiche

### Statistiche di squadra
| Competizione     | Punti | In casa | In casa | In casa | In trasferta | In trasferta | In trasferta | Totale | Totale | Totale |
| Competizione     | Punti | G       | V       | P       | G            | V            | P            | G      | V      | P      |
| ---------------- | ----- | ------- | ------- | ------- | ------------ | ------------ | ------------ | ------ | ------ | ------ |
| Sultanlar Ligi   | 29    | 11      | 6       | 5       | 11           | 4            | 7            | 22     | 10     | 12     |
| Coppa di Turchia | -     | 1       | 0       | 1       | 1            | 0            | 1            | 2      | 0      | 2      |
| Totale           | -     | 12      | 6       | 6       | 12           | 4            | 8            | 24     | 10     | 14     |

G = partite giocate; V = partite vinte; P = partite perse

### Statistiche dei giocatori
| Giocatore    | Campionato | Campionato | Campionato | Campionato | Campionato | Coppa di Turchia | Coppa di Turchia | Coppa di Turchia | Coppa di Turchia | Coppa di Turchia | Totale | Totale | Totale | Totale | Totale |
| Giocatore    | P          | PT         | AV         | MV         | BV         | P                | PT               | AV               | MV               | BV               | P      | PT     | AV     | MV     | BV     |
| ------------ | ---------- | ---------- | ---------- | ---------- | ---------- | ---------------- | ---------------- | ---------------- | ---------------- | ---------------- | ------ | ------ | ------ | ------ | ------ |
| E. Alıcı     | 10         | 16         | 10         | 4          | 2          | 2                | 9                | 7                | 0                | 2                | 12     | 25     | 17     | 4      | 4      |
| C. Ayyıldız  | 5          | 12         | 7          | 3          | 2          | 2                | 1                | 0                | 0                | 1                | 7      | 13     | 7      | 3      | 3      |
| M. Boz       | 21         | 348        | 305        | 29         | 14         | 2                | 38               | 33               | 5                | 0                | 23     | 386    | 338    | 34     | 14     |
| E. Dilik     | 11         | 22         | 8          | 4          | 10         | 2                | 2                | 0                | 1                | 1                | 13     | 24     | 8      | 5      | 11     |
| B. Dumanoğlu | 21         | 2          | 2          | 0          | 0          | 2                | 0                | 0                | 0                | 0                | 23     | 2      | 2      | 0      | 0      |
| D. Düzceler  | 20         | 6          | 4          | 1          | 1          | 2                | 1                | 0                | 1                | 0                | 22     | 7      | 4      | 2      | 1      |
| B. Eren      | 3          | 5          | 1          | 3          | 1          | 1                | 0                | 0                | 0                | 0                | 4      | 5      | 1      | 3      | 1      |
| M. Grothues  | 19         | 116        | 99         | 6          | 11         | 2                | 13               | 13               | 0                | 0                | 21     | 129    | 112    | 6      | 11     |
| E. Hocaoğlu  | 4          | 12         | 8          | 1          | 3          | -                | -                | -                | -                | -                | 4      | 12     | 8      | 1      | 3      |
| A. Karasoy   | 7          | 14         | 6          | 1          | 7          | -                | -                | -                | -                | -                | 7      | 14     | 6      | 1      | 7      |
| E. Kasapoğlu | 16         | 0          | 0          | 0          | 0          | 2                | 0                | 0                | 0                | 0                | 18     | 0      | 0      | 0      | 0      |
| H. Korkut    | 19         | 44         | 15         | 20         | 9          | 2                | 3                | 1                | 2                | 0                | 21     | 47     | 16     | 22     | 9      |
| İ. Malatyalı | 0          | 0          | 0          | 0          | 0          | 0                | 0                | 0                | 0                | 0                | 0      | 0      | 0      | 0      | 0      |
| S. Özer      | 19         | 57         | 46         | 8          | 3          | 2                | 10               | 9                | 1                | 0                | 21     | 67     | 55     | 9      | 3      |
| C. Plak      | 20         | 225        | 176        | 24         | 25         | 2                | 9                | 8                | 1                | 0                | 22     | 234    | 184    | 25     | 25     |
| S. Planinšec | 10         | 95         | 58         | 30         | 9          | -                | -                | -                | -                | -                | 10     | 95     | 58     | 30     | 9      |
| D. Sobolska  | 11         | 90         | 66         | 18         | 6          | 2                | 11               | 5                | 5                | 1                | 13     | 101    | 71     | 23     | 7      |
| S. Uygur     | 17         | 101        | 60         | 30         | 11         | 2                | 11               | 6                | 5                | 0                | 19     | 112    | 66     | 35     | 11     |

P = presenze; PT = punti totali; AV = attacchi vincenti; MV = muri vincenti; BV = battute vincenti